# Annali di Matematica Pura ed Applicata
Annali di Matematica Pura ed Applicata ist eine mathematische Fachzeitschrift, die von der Universität Florenz und Springer Science+Business Media herausgegeben wird. Sie wurde 1850 unter dem Namen Annali di scienze matematiche e fisiche gegründet und hat seit 1858 ihren heutigen Namen. Die aktuelle Reihe (seit 1923) ist die Serie Quarta.
Sie veröffentlicht Arbeiten aus reiner und angewandter Mathematik, die auf Englisch, Französisch, Deutsch oder Italienisch verfasst sind.